# (13927) Grundy
(13927) Grundy (1987 SV3) – planetoida z pasa głównego asteroid okrążająca Słońce w ciągu 3,54 lat w średniej odległości 2,32 j.a. Odkryta 26 września 1987 roku.